# Clube Português do Recife

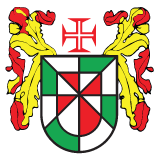
Escudo do Clube Português do Recife

Clube Português do Recife é uma agremiação esportiva localizada na cidade do Recife. Formado inicialmente por descendentes de
portugueses que residiam na capital pernambucana. Se destaca nas competições de hóquei em patins e handebol. O Clube Português do Recife foi o primeiro em Pernambucano a montar uma equipe de hóquei sobre patins. O esporte foi trazido ao Estado e implantado no clube em 1953, com o comendador e ex-presidente Elísio Gomes. A nível estadual no hóquei os seus principais adversários são Náutico e Sport. Sendo o Clube Português o segundo maior campeão estadual no hóquei em patins, atrás apenas do Sport. Os clubes também rivalizam em competições internacionais. O Clube Português investe na formação de atletas no hóquei. Já no handebol o Clube Português é o mais bem sucedido do estado de Pernambuco, chegando a disputar a Liga Nacional de handebol. Se destaca no seu trabalho na base e no feminino, tendo revelado as atletas da seleção brasileira Samira Rocha e Deborah Hannah.

## Títulos

### Hóquei sobre patins

#### Nacionais
- Campeonato Brasileiro: - 1980, 1981 , 1998 e 2000

#### Estaduais
- Campeonato Pernambucano Adulto: 1959 , 1960, 1961 , 1962 , 1963 , 1965 , 1966 , 1967 , 1968 , 1972 , 1973 , 1977 , 1978 , 1979 , 1980 , 1981 , 1982 , 1983 , 1984 , 1985 , 1987 , 1990 , 1991 , 1992 , 1995 , 1997 , 1998 , 1999 , 2000 , 2002 , 2006 , 2009 e 2016

## Handebol

### Masculino

#### Adulto

##### Nacionais
- Campeonato Brasileiro de Clubes Masculino: 2008, 2010, 2011, 2014 e 2018, 2019 e 2021

##### Estaduais
- Campeonato Pernambucano de Handebol: 2016 , 2017
- Copa Pernambuco: 2015

#### Juvenil

##### Regionais
- : Copa do Nordeste: 2014

#### Júnior

##### Nacionais
- Campeonato Brasileiro:2011

#### CADETE

##### Nacionais
- Campeonato Brasileiro:2005

### Feminino

#### Adulto

##### Nacionais
- Campeonato Brasileiro:2007 , 2008 , 2009 , 2010 , 2014 , 2016 e 2017
- Copa do Brasil : 2009 e 2015

##### Regionais
- Conferência Nordeste da Liga Nacional: 2017
- Liga Nordeste de Handebol Feminino: 2013 , 2014

#### Juvenil

##### Nacionais
- Campeonato Brasileiro:2007 , 2011 , 2013 , 2014

##### Regionais
- : Copa do Nordeste: 2009

#### Júnior

##### Nacionais
- Campeonato Brasileiro:2015

#### Nacionais
- Campeonato Brasileiro:2005